# 車里雅賓斯克隕石
車里雅賓斯克隕石是大型的車里雅賓斯克流星，於2013年2月15日通過大氣層的殘骸抵達地面的碎片，此流星的下降成為了一顆超級火球，形成了一系列的冲激波，造成1,613人受傷及約7,320座建築物損毀。產生的碎片散布在较大的區域內。

## 命名
這顆流星和隕石命名為車里雅賓斯克，因為爆炸發生在這個州的上空。最初的建議是命名為車巴庫爾湖隕石，因為主要的碎片將這個湖上的冰撞擊出一個直徑6米的洞。主要的大隕石尚未被發現，但在周圍的冰上捡到一些很小的碎片。
2013年10月16日，在切巴尔库利湖進行打撈作業的俄羅斯科學家們在13公尺深的湖底發現了長約1公尺，重約570公斤的隕石碎片。

## 組成和分類
分類認定這是一顆LL5普通球粒隕石（是普通球粒陨石中所占比例最小的一个分类，虽然铁占19-22%，但金属铁只占0.3-3%），所受冲击程度为S4（据冲击波作用痕迹），风化程度W0（无可见氧化痕迹）。。

## 小行星
根據至今為止的分析，該小行星形成於約四十五億六千萬年前，並在約二億九千萬年前與其他的天體發生過碰撞。
撞擊的小行星開始發光的方向大約在飛馬座，靠近東方的地平線，而太陽剛從那兒升起。撞擊體是一顆近地小行星，屬於阿波羅小行星。
估計這顆小行星在接觸到地球大氣層密度較高之處，未燒蝕前的大小為18（59英尺），質量大約是9,100公噸（10,000短噸）。在高度大約23.3公里（14.5英里）處，這個天體在空中爆炸，隕石碎片掉落至地面。在2013年10月26日於車巴庫爾湖發現的重約570公斤的碎片的黑色表面上也有推測為前述在空中數次爆炸所留下的痕跡。

## 隕石
科學家在車巴庫爾湖6米冰洞的附近蒐集到53顆被認為是單一撞擊後的隕石的碎片。這些標本的大小幾乎都在1公分以下，初步驗證他們都來自该星体。
在2013年6月，俄羅斯的科學家報告通過磁共振成像，在車巴庫爾湖的冰洞位置下方進一步的調查已經確定還有大約60（2.0英尺）大小的大隕石埋在湖底的湖泥內，估計這一塊的質量大概在300（660英磅），但是尚未被尋獲。2013年10月26日在車巴庫爾湖進行打撈作業的俄羅斯科學家們在湖底發現了長約1公尺，重約570公斤的隕石碎片。搜索隊的科學家們在13公尺深的湖底以特殊的帶子予之固定，再連接上鐵製的繩索以設置於湖畔的機器進行打撈。這種大小的隕石碎片在世界也屬少見，科學家們認為這塊隕石的發現將對於當時的詳細爆炸情況等之認識有所幫助。
超級或火球在空中爆炸之後，大量的小隕石碎片墜落在車里雅賓斯克州西部的地區，包括Deputatskoye，一般來說這些碎片的終端速度大約相當於從摩天大樓落下的礫石速度。許多隕石墜落在雪地，並在表面留下了許多可以看見的雪洞，因此當地的居民和學生也撿到了隕石。一直活躍在非正式賣場的投機者迅速的搜刮了這些隕石。
截至2013年2月18日，在網際網路上出現了許多試圖販售假隕石的人。

## 圖集
- 流星與其他物件的大小比較。
- 流星相對於地面的路徑。
- 研究者握著稍後在車巴庫爾湖發現的隕石標本。
- 葉卡捷琳堡烏拉聯邦大學的科學家維克托·格洛霍夫斯基在說明研究這批隕石的分析結果。

## 外部連結
- Scientists study 53 tiny meteorites from Russian fireball （页面存档备份，存于） (Astro Bob: 18 February 2013)
- Digging for "Chebarkul" meteorites in the snow, new pix plus an orbit （页面存档备份，存于） (Astro Bob: 23 February 2013)